# Вікіпедія мовою телугу
Вікіпедія мовою телугу — розділ Вікіпедії мовою телугу. Заснована 9 грудня 2003 року. Станом на квітень 2016 це 68-ма найбільша Вікіпедія в загальному списку, знаходячись між латвійською і тагальською Вікіпедіями. 
Вікіпедія мовою телугу станом на 25 березня 2025 року містить 110 608 статей, 135 812 зареєстрованих користувачів, 213 активних дописувачів, 11 адміністраторів
. Загальна кількість сторінок у Вікіпедії мовою телугу — 383 138, редагувань — 4 417 098, завантажених файлів — 14 223
. Глибина (рівень розвитку мовного розділу) Вікіпедії мовою телугу середня і становить 70 пунктів
. 